# Suceveni
Suceveni é uma comuna romena localizada no distrito de Galaţi, na região de Moldávia. A comuna possui uma área de 70.32 km² e sua população era de 2063 habitantes segundo o censo de 2007.